# Tomarovka
Tomarovka (rusky Томаровка) je sídlo městského typu v Bělgorodské oblasti v Rusku. Žije zde 7 394 obyvatel (2021).

## Geografie
Obec se nachází asi 30 km vzdušnou čarou severozápadně od správního centra oblasti Bělgorodu. Leží na horním toku řeky Vorskla, přítoku Dněpru.

## Dějiny
Osada byla založená v roce 1658. V polovině 19. století se vyvinula ve významné regionální řemeslné a obchodní středisko. Každý rok se zde konalo pět jarmarků a žilo zde více lidí než v současnosti.
Dne 25. listopadu 1917 se u Tomarovky konala jedna z prvních ozbrojených srážek ruské občanské války. Během druhé světové války byla Tomarovka od 25. října 1941 do 20. února 1943 obsazena německým Wehrmachtem.
V roce 1968 získala Tomarovka status sídla městského typu.

## Hospodářství a doprava

### Průmysl
V Tomarovce jsou zejména potravinářské a stavební společnosti a továrna na výrobu zemědělské techniky.

### Doprava
Tomarovkou prochází železniční trať z Bělgorodu do Sum na Ukrajině. Jihovýchodně obchází obci krajská silnice R186, která vede z Bělgorodu směrem na Achtyrku.